# Maximilian von Biegeleben (1859–1945)
Maximilian Freiherr von Biegeleben (* 1859; † 1945) aus dem Adelsgeschlecht Biegeleben war Ministerialbeamter im Großherzogtum Hessen, Gesandter des Großherzogtums und später des Volksstaats Hessen und maßgeblich am Zustandekommen des Gesetzes, den Denkmalschutz betreffend, des ersten modernen Denkmalschutzgesetzes in Deutschland, beteiligt.

## Familie
Sein Vater war Maximilian Leopold Engelbert (seit 1893: Freiherr) von Biegeleben (1813–1899), seine Mutter Emma Elisabeth von Biegeleben aus Arnsberg (1839–1893).

## Karriere
Maximilian von Biegeleben studierte Rechtswissenschaft und wurde Mitglied der katholischen Studentenverbindungen KStV Palatia Heidelberg und KStV Teutonia Leipzig im KV. Er begann seinen Berufseinstieg im Staatsdienst als Gerichtsassessor. 1888 wurde er Sekretär im Großherzoglich-Hessischen Ministerium der Finanzen, in dem er Karriere machte: 1894 wurde er Oberfinanzassessor im Ministerium und war dort ständiger juristischer Hilfsarbeiter, 1895 Finanzrat und 1897 Oberfinanzrat, vortragender Rat und juristisches Mitglied im Ministerium. Ab 1899 war er dort Vorsitzender der Ministerialabteilung für Bauwesen (Abteilungsleiter).
Die hessische Regierung beauftragte Maximilian von Biegeleben mit dem Entwurf eines Denkmalschutzgesetzes. Am ersten Tag für Denkmalpflege am 24./25. September 1900 stellte von Biegeleben sein Konzept dem Gesamtverein der deutschen Geschichts- und Altertumsvereine vor und erfuhr dafür viel Zustimmung. Es wurde schließlich als Gesetz, den Denkmalschutz betreffend, von den Landständen verabschiedet und trat 1902 als erstes modernes Denkmalschutzgesetz in Deutschland in Kraft. Maximilian von Biegeleben wurde von der Regierung zum Vorsitzenden des ersten Denkmalrats ernannt, der aufgrund des Gesetzes von 1902 für das Großherzogtum Hessen eingerichtet wurde.
1911 wurde Maximilian von Biegeleben zum außerordentlichen Gesandten und bevollmächtigten Minister des Großherzogs von Hessen in Berlin ernannt, 1921 zum Vertreter der Hessischen Regierung bei der Reichsregierung mit der Amtsbezeichnung „Gesandter“.

## Weitere Engagements
- 1881 Hofamt am großherzoglichen Hof in Darmstadt[Anm. 1][3]
- 1897 Mitglied des Verwaltungsgerichtshofs
- 1898 Bevollmächtigter für die Rheinschifffahrt und Bevollmächtigter bei der Zentralkommission für die Rheinschifffahrt (bis 1909)
- bis 1906 Mitglied der Prüfungskommission für das Finanz- und technische Fach
- 1906 Stellvertretender Vorsitzender des Technischen Oberprüfungsamts in Darmstadt (bis 1911)
- 1906 Mitglied der Zentralstelle für die Landesstatistik[3]

## Ehrungen
- 1900 Ritterkreuz I. Klasse des Verdienstordens Philipps des Großmütigen[3]
- 1902 Großherzoglich-Badische Regierungs-Jubiläums-Medaille[3]
- 1902 Verleihung des Komturkreuzes II. Klasse des Verdienstordens Philipps des Großmütigen[3]
- 1906 Verleihung des Hofdienstehrenzeichens für 25 Dienstjahre[3]
- 1906 Geheimrat[3]
- 1908 Großoffizierkreuz des niederländischen Ordens von Oranien-Nassau[3]
- 1909 Preußischer Kronenorden II. Klasse[3]
- 1909 Kommandeurkreuz II. Klasse des badischen Ordens vom Zähringer Löwen[3]
- 1911 Geheimer Staatsrat[3]
- 1913 Wirklicher Geheimrat mit dem Prädikat „Exzellenz“[3]
- 1913 Preußischer Kronenorden I. Klasse[3]
- 1913 Großkreuz des Hausordens der Wachsamkeit oder vom Weißen Falken des Großherzogtums Sachsen[3]
- 1917 Großkreuz des Verdienstordens Philipps des Großmütigen[3]